# Channelview
Channelview – jednostka osadnicza w Stanach Zjednoczonych, w stanie Teksas, w hrabstwie Harris.